# Vanuatu világörökségi helyszínei
Vanuatu területéről eddig egy helyszín került fel a világörökségi listára, öt helyszín a javaslati listán várakozik a felvételre. 
| | Roi Mata főnök birtoka |
| 2008 |                        |
| Kulturális (III)(V)(VI) |                        |
| Védett terület: 886,3 ha, puffer zóna: 1 275,4 ha, hivatkozás: 1280 |                        |
| A világörökségi helyszín több, a 17. századra datálható és Roi Mata vezér életéhez és halálához köthető részből áll Efate, Lelepa és Artok szigetén. A hagyomány szerint Roi Mata volt az az uralkodó, aki képes volt egyesíteni a hadban álló törzseket Vanuatu középső részén. A vezér a 17. század elején hunyt el mérgezés következtében. A helyszínhez tartozik Roi Mata rezidenciája, halálának sírhelye és sírja. Ezek a területek évszázadokon keresztül tabunak számítottak, ezt több mint négyszáz évig tiszteletben is tartották, ami nagymértékben befolyásolta a hely látképét. Roi Mata síremlékét a régészek 1967-ben azonosították mintegy száz méterre a tengerparttól Artok szigetén. |                        |

## Elhelyezkedése
|  | Roi Mata főnök birtoka |

## Javasolt helyszínek
| Név                                            | Kép | Típus      | Kritérium     | Év   | Hiv. |
| ---------------------------------------------- | --- | ---------- | ------------- | ---- | ---- |
| Ureparapara korallból épült emlékhelyei        |     | kulturális | III, IV, V    | 2005 |      |
| Letas-tó                                       |     | természeti | VII, IX, X    | 2004 |      |
| President Coolidge óceánjáró                   |     | kulturális | I, III, IV, V | 2004 |      |
| Vatthe védett terület                          |     | természeti | VII, IX, X    | 2004 |      |
| Yalo, Apialo Északnyugat-Malakula szent helyei |     | kulturális | III           | 2004 |      |